# Ba mươi hai tướng tốt
Ba mươi hai tướng tốt (theo từ Hán-Việt là Tam thập nhị hảo tướng, 三十二好相; tiếng Phạn: dvatriṃśadvara-lakṣaṇa) được tin là của một Chuyển luân vương (cakravartī-rāja), của một vị Bồ tát, hay là của một vị Phật. Tuy nhiên, trong 32 tướng, Chuyển Luân Vương lại không có hai tướng là có chữ Vạn ở trước ngực và tướng người phát ra hào quang như Phật. Theo Luận Trí Độ, thì Bồ Tát thì cũng có 32 tướng tốt nhưng có 7 tướng khác hơn so với Chuyển Luân Vương. (Xin xem thêm bài dịch của Thích Huyền Tôn Lưu trữ ngày 1 tháng 11 năm 2005 tại Wayback Machine). Ngoài ba mươi hai tướng tốt đó, người ta còn nói đến Tám mươi vẻ đẹp khác của Phật. 32 tướng tốt được nhắc tới trong nhiều kinh luận quan trọng bao gồm Kinh Đại Bát Nhã, kinh Trường bộ, Đại Trí Độ Luận, Niết Bàn Kinh, Trung A Hàm Tam Thập Nhị Tướng kinh. Các tướng tốt là kết quả của tâm từ bi vô lượng. Các tên Hán Việt ít dùng khác của 32 tướng tốt là Tam thập nhị đại nhơn tướng, Tam thập nhị đại trượng phu tướng, và Đại nhơn tam thập nhị tướng.

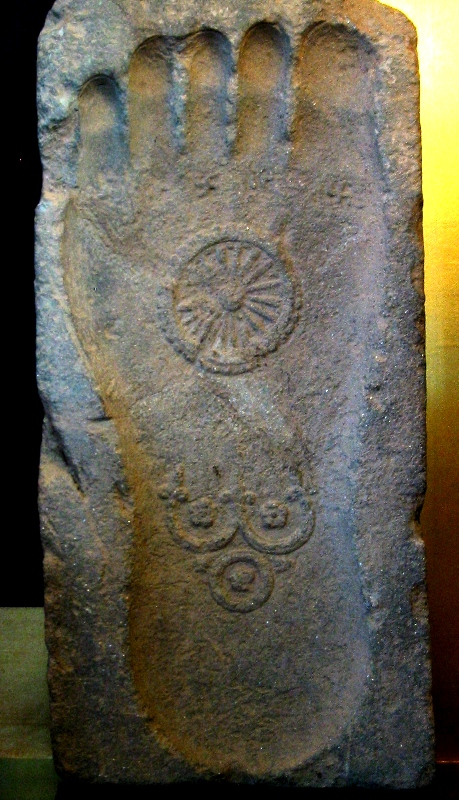
Bàn chân Phật có hình bánh xe pháp luân (Dharma wheel), có ngàn cánh (hay năm), ứng với tướng tốt thứ nhì, được khắc bên trong bản diêu khắc "dấu chân Phật" vào thế kỷ thứ 1

## Nội dung
Các tôn giáo ở Ấn Độ ngày xưa đã biết đến 32 tướng Đại trượng phu này, nhưng họ lại không biết những nguyên nhân nào mà những tướng này được thành tựu. Tuy nhiên Đức Phật - vị có đầy đủ 32 tướng tốt  - đã chỉ dẫn những nguyên nhân và ảnh hưởng của 32 tướng trạng này qua những kinh nghiệm mà chính Đức Phật đã trải qua.
Đức Phật cho rằng bất kì ai có đầy đủ cả 32 tướng tốt thì chỉ chọn 2 con đường duy nhất: hoặc làm vị Chuyển luân Thánh Vương, hoặc sẽ làm vị A-la-hán, Chánh Đẳng Giác.
- Trích từ kinh Trường Bộ do hòa thượng Thích Minh Châu dịch Việt - Kinh số 30: Kinh Tướng[1]

| Tướng | Nguyên nhân được tướng này | | Ảnh hưởng của tướng này đối với Đức Phật - chỉ khi có đầy đủ 32 tướng tốt thì 2 khả năng bên dưới mới chắc chắn xảy ra                    | Ảnh hưởng của tướng này đối với Đức Phật - chỉ khi có đầy đủ 32 tướng tốt thì 2 khả năng bên dưới mới chắc chắn xảy ra |
| Tướng | Nguyên nhân được tướng này | Nếu sống ngoài đời - sẽ thành vị Chuyển Luân Thánh Vương                                                                                | Nếu sống xuất gia -sẽ thành bậc A-la-hán, Chánh Đẳng Giác                                                                                 | |
| --- | --- | --- | --- | --- |
| 1. Lòng bàn chân bằng phẳng | - Kiên trì và không dao động đối với các thiện Pháp. - Thiện hành về thân, về miệng và về ý. - Phân định bố thí, thủ hộ giới luật, tuân giữ các lễ Bố tát. - Hiếu kính với mẹ, hiếu kính với cha. - Cúng dường Sa-môn, cúng dường Bà-la-môn, tôn kính các bậc đàn anh trong gia đình, và tất cả những vị tối thắng khác. | - Không bị người thù hay kẻ địch làm trở ngại.                                                                                          | - Không bị người thù hay kẻ địch làm trở ngại. - Không bị tham, sân, si làm trở ngại.                                                     | |
| 2. Dưới bàn chân, có hình bánh xe hiện ra, với một ngàn tăm xe, với bánh xe, trục xe, các bộ phận hoàn toàn đầy đủ                                   | - Sống vì hạnh phúc cho mọi người. - Trừ diệt mọi sợ hãi kinh hoàng. - Sắp đặt sự che chở, hộ trì, bảo vệ đúng chánh Pháp, bố thí cho những người tùy tùng. | - Rất đông người hầu cận. | - Rất đông người hầu cận. | |
| 3. Có gót chân thon dài | - Từ bỏ sát sanh, chế ngự sát sanh. - Bỏ trượng, bỏ kiếm. - Biết tàm quý, có lòng từ. - Sống thương sót đến hạnh phúc của tất cả mọi người và mọi loài. | - Thọ mạng lâu dài. - Không một người nào dưới hình thức kẻ thù hay kẻ nghịch có thể hại mạng sống.                                     | - Thọ mạng lâu dài, được hộ trì lâu dài. - Không một kẻ thù, kẻ nghịch nào có thể hại được mạng sống                                      | |
| 4. Có ngón tay, ngón chân dài | - Từ bỏ sát sanh, chế ngự sát sanh. - Bỏ trượng, bỏ kiếm. - Biết tàm quý, có lòng từ. - Sống thương sót đến hạnh phúc của tất cả mọi người và mọi loài. | - Thọ mạng lâu dài. - Không một người nào dưới hình thức kẻ thù hay kẻ nghịch có thể hại mạng sống.                                     | - Thọ mạng lâu dài, được hộ trì lâu dài. - Không một kẻ thù, kẻ nghịch nào có thể hại được mạng sống                                      | |
| 5. Có tay chân mềm mại | - Từ bỏ sát sanh, chế ngự sát sanh. - Bỏ trượng, bỏ kiếm. - Biết tàm quý, có lòng từ. - Sống thương sót đến hạnh phúc của tất cả mọi người và mọi loài. | - Thọ mạng lâu dài. - Không một người nào dưới hình thức kẻ thù hay kẻ nghịch có thể hại mạng sống.                                     | - Thọ mạng lâu dài, được hộ trì lâu dài. - Không một kẻ thù, kẻ nghịch nào có thể hại được mạng sống                                      | |
| 6. Tay chân có màn da lưới (+ tướng có tay chân mềm mại*)                                                                                            | Thực hiện đầy đủ Bốn Nhiếp Pháp: - Bố thí - Ái ngữ - Lợi hành - Đồng sự. | - Khéo thâu nhiếp các vị tùy tùng | - Khéo thâu nhiếp các vị tùy tùng | |
| 7. Có mắt cá tròn như con sò | - Nói lời liên hệ lợi ích cho mọi người, liên hệ đến chánh Pháp. - Giải thích cho mọi người, liên hệ đến chánh Pháp. - Đem lại hạnh phúc an lạc cho mọi người. - Tán dương chánh hạnh. | - Tài vật dục lạc đều tối thắng, tối ưu, cao tột, đệ nhất.                                                                              | - Thành bậc tối thắng, tối ưu, cao tột, đệ nhất cho tất cả mọi người.                                                                     | |
| 8. Có lông mọc xoay tròn thẳng lên, mỗi sợi lông đều vậy, màu xanh đậm như thuốc bôi mắt, xoáy lên từng xoáy tròn nhỏ, và xoáy về hướng mặt          | - Nói lời liên hệ lợi ích cho mọi người, liên hệ đến chánh Pháp. - Giải thích cho mọi người, liên hệ đến chánh Pháp. - Đem lại hạnh phúc an lạc cho mọi người. - Tán dương chánh hạnh. | - Tài vật dục lạc đều tối thắng, tối ưu, cao tột, đệ nhất.                                                                              | - Thành bậc tối thắng, tối ưu, cao tột, đệ nhất cho tất cả mọi người.                                                                     | |
| 9. Có ống chân như con dê rừng | - Siêng năng học hỏi, nghề nghiệp, mọi kỹ thuật, học thuật, oai nghi hay hành động: "Làm thế nào để mau học hay hành động, làm thế nào để mau học được, làm thế nào để mau biết, làm thế nào để mau thu hoạch được, khỏi phải mệt nhọc lâu ngày? để không ai bị thương hại"                                              | - Tất cả sự vật xứng đáng với nhà vua, đặc tướng của nhà vua, tài sản của nhà vua, sở hữu của nhà vua - đều có được một cách mau chóng. | - Tất cả sự vật gì xứng đáng của vị Sa-môn, đặc tướng của Sa-môn, tài sản của Sa-môn, sở hữu của Sa-môn - đều có được một cách mau chóng. | |
| 10. Đứng thẳng, không co lưng xuống có thể sờ đầu gối với hai bàn tay                                                                                | - Quán sát, hiểu biết rõ ràng mọi người. - Biết mình, biết người, biết sự sai biệt giữa mọi người: "Người này xứng đáng như thế này, người này xứng đáng như thế này". - Hành động tùy theo sự sai biệt giữa mọi người ấy.                                                                                               | - Làm vị triệu phú, đại triệu phú, với kho tàng đầy vàng bạc, đầy tài vật, đầy tiền lúa, kho tàng tràn đầy.                             | - Làm vị triệu phú, đại triệu phú. Tài vật là tín tài, giới tài, tàm tài, quý tài, đa văn tài, thí tài, trí tuệ tài.                      | |
| 11*. Có thân hình cao thẳng | - Quán sát, hiểu biết rõ ràng mọi người. - Biết mình, biết người, biết sự sai biệt giữa mọi người: "Người này xứng đáng như thế này, người này xứng đáng như thế này". - Hành động tùy theo sự sai biệt giữa mọi người ấy.                                                                                               | - Làm vị triệu phú, đại triệu phú, với kho tàng đầy vàng bạc, đầy tài vật, đầy tiền lúa, kho tàng tràn đầy.                             | - Làm vị triệu phú, đại triệu phú. Tài vật là tín tài, giới tài, tàm tài, quý tài, đa văn tài, thí tài, trí tuệ tài.                      | |
| 12. Có thân thể cân đối như cây bàng. Bề cao của thân ngang bằng bề dài của hai tay sải rộng, bề dài của hai tay sải rộng ngang bằng bề cao của thân | - Quán sát, hiểu biết rõ ràng mọi người. - Biết mình, biết người, biết sự sai biệt giữa mọi người: "Người này xứng đáng như thế này, người này xứng đáng như thế này". - Hành động tùy theo sự sai biệt giữa mọi người ấy.                                                                                               | - Làm vị triệu phú, đại triệu phú, với kho tàng đầy vàng bạc, đầy tài vật, đầy tiền lúa, kho tàng tràn đầy.                             | - Làm vị triệu phú, đại triệu phú. Tài vật là tín tài, giới tài, tàm tài, quý tài, đa văn tài, thí tài, trí tuệ tài.                      | |
| 13. Có tướng mã âm tàng | - Làm cho sum họp lại những bà con,bạn bè, thân tín không gặp nhau lâu ngày, bị đau khổ lâu ngày. - Làm cho sum họp gia đình sống vui vẻ với nhau. | - Được nhiều con cái, đều là bậc anh hùng.                                                                                              | - Được nhiều con cái, đều là bậc anh hùng.                                                                                                | |
| 14. Có màu da đồng, màu sắc như vàng | - Không sân hận, phiền muộn. - Hoàn toàn không ảo não, dù có bị nói nhiều cũng không tức tối. - Không phẫn nộ, không biểu lộ phẫn nộ. - Không hiềm khích, không mất bình tĩnh, - Trái lại, bố thí các đồ che đắp, mang mặc mềm mại, nhẹ nhàng: như vải quyên, vải bông, vải lụa, vải len.                                | - Được các đồ che đắp, mang mặc mềm mại, nhẹ nhàng như vải quyên, vải bông, vải lụa, vải len.                                           | - Được các đồ che đắp, mang mặc mềm mại, nhẹ nhàng như vải quyên, vải bông, vải lụa, vải len.                                             | |
| 15. Có da trơn mướt, khiến bụi không thể bám dính vào                                                                                                | Tìm đến các vị Sa-môn hay Bà-la-môn để tìm câu trả lời cho: "Thế nào là thiện? Thế nào là bất thiện? Thế nào là có tội? Thế nào là không có tội? Điều nào nên làm? Điều nào không nên làm? Điều nào làm sẽ đưa đến bất hạnh và đau khổ lâu dài? Điều nào nếu làm sẽ đưa đến hạnh phúc và an lạc lâu dài?... "            | - Được đại trí tuệ. - Không có ai bằng về trí tuệ.                                                                                      | - Được đại trí tuệ, quảng trí tuệ, hỷ tâm trí tuệ, mẫn tiệp trí tuệ, thông nhuệ trí tuệ, yểm ly trí tuệ. - Không có ai bằng về trí tuệ.   | |
| 16. Có lông da mọc từ lông một, mỗi lỗ chân lông có một lông                                                                                         | - Từ bỏ nói láo, tránh xa nói láo - Nói lời chân thật, y chỉ chơn thật, chắc chắn đáng tin cậy, không thất hứa một ai. | - Được mọi người tuân theo ý muốn. | - Được mọi người tuân theo ý muốn. | |
| 17. Có hai lông mày, có sợi lông trắng mọc lên, mịn màng như bông nhẹ                                                                                | - Từ bỏ nói láo, tránh xa nói láo - Nói lời chân thật, y chỉ chơn thật, chắc chắn đáng tin cậy, không thất hứa một ai. | - Được mọi người tuân theo ý muốn. | - Được mọi người tuân theo ý muốn. | |
| 18. Có thân với các góc cạnh tròn đầy, đều đặn | - Bố thí các món ăn (loại cứng, loại mềm), các loại uống, cao lương mỹ vị. | - Được các món ăn (loại cứng, loại mềm), các loại uống, cao lương mỹ vị.                                                                | - Được các món ăn (loại cứng, loại mềm), các loại uống, cao lương mỹ vị.                                                                  | |
| 19. Có nửa thân trước như thân con sư tử | - Tha thiết với sự lợi ích của mọi người. - Tha thiết với sự hạnh phúc. - Tha thiết với sự thoải mái. - Tha thiết với sự an ủi của mọi người. | - Không bị mất mát tài sản vợ con, bạn bè, quyến thuộc. - Thành tựu tất cả, không thất bại một điều gì.                                 | - Không bị mất mát. - Không mất tín, giới, văn, thí xả và tuệ. - Thành tựu tất cả, không bị thất bại một điều gì.                         | |
| 20. Không có lõm khuyết xuống giữa hai vai | - Tha thiết với sự lợi ích của mọi người. - Tha thiết với sự hạnh phúc. - Tha thiết với sự thoải mái. - Tha thiết với sự an ủi của mọi người. | - Không bị mất mát tài sản vợ con, bạn bè, quyến thuộc. - Thành tựu tất cả, không thất bại một điều gì.                                 | - Không bị mất mát. - Không mất tín, giới, văn, thí xả và tuệ. - Thành tựu tất cả, không bị thất bại một điều gì.                         | |
| 21*. Có bán thân trên vuông tròn | - Tha thiết với sự lợi ích của mọi người. - Tha thiết với sự hạnh phúc. - Tha thiết với sự thoải mái. - Tha thiết với sự an ủi của mọi người. | - Không bị mất mát tài sản vợ con, bạn bè, quyến thuộc. - Thành tựu tất cả, không thất bại một điều gì.                                 | - Không bị mất mát. - Không mất tín, giới, văn, thí xả và tuệ. - Thành tựu tất cả, không bị thất bại một điều gì.                         | |
| 22. Có vị giác rất nhạy bén | - Không làm điều gì hại đến các loài hữu tình, hoặc bằng tay, bằng đá, bằng gậy, hay bằng đao. | - Ít bệnh, ít phiền não. Tiêu hóa tốt đẹp. - Nhiệt độ cơ thể luôn thăng bằng.                                                           | - Ít bệnh, ít phiền não. Tiêu hóa tốt đẹp. - Nhiệt độ cơ thể luôn thăng bằng. - Có thể kham nhẫn, siêng năng.                             | |
| 23. Có bốn mươi cái răng | - Từ bỏ nói hai lưỡi, tránh xa nói hai lưỡi. - Hoan hỷ trong sự hòa hợp, nói lời đưa đến sự hòa hợp. - Sống hòa hợp những người ly gián, tăng trưởng những người đã hòa hợp. | - Chúng tùy tùng không chia rẽ. | - Chúng tùy tùng không chia rẽ. | |
| 24. Có răng không khuyết hở | - Từ bỏ nói hai lưỡi, tránh xa nói hai lưỡi. - Hoan hỷ trong sự hòa hợp, nói lời đưa đến sự hòa hợp. - Sống hòa hợp những người ly gián, tăng trưởng những người đã hòa hợp. | - Chúng tùy tùng không chia rẽ. | - Chúng tùy tùng không chia rẽ. | |
| 25. Có quai hàm như con sư tử | - Từ bỏ lời nói ỷ ngữ, tránh xa lời nói ỷ ngữ. - Nói đúng thời, thuận lý, mạch lạc, hệ thống và ích lợi. - Nói những lời chân thật, có ý nghĩa, về Chánh pháp, về Luật. | - Không bao giờ bị ai chinh phục, dù kẻ thù hay kẻ địch, thuộc bất kể loại người nào.                                                   | - Không bị ai chinh phục thuộc bất kể loại người nào. - Không bị chinh phục bởi tham, sân hay si.                                         | |
| 26. Có răng đều đặn | - Từ bỏ tà mạng, nuôi sống bản thân theo chánh mạng. - Tránh xa các sự gian lận bằng cân tiền bạc đo lường. | - Chúng tùy tùng được tâm thanh tịnh.                                                                                                   | - Chúng tùy tùng được tâm thanh tịnh. | |
| 27*. Có răng cửa trơn láng | - Từ bỏ tà mạng, nuôi sống bản thân theo chánh mạng. - Tránh xa các sự gian lận bằng cân tiền bạc đo lường. | - Chúng tùy tùng được tâm thanh tịnh.                                                                                                   | - Chúng tùy tùng được tâm thanh tịnh. | |
| 28. Có tướng lưỡi rộng dài | - Từ bỏ nói lời độc ác, tránh nói lời độc ác. - Nói lời không lỗi lầm, đẹp tai, dễ thương, thông cảm đến tâm, tao nhã, đẹp lòng nhiều người. | - Lời nói được chấp nhận bởi mọi người.                                                                                                 | - Lời nói được chấp nhận bởi mọi người.                                                                                                   | |
| 29. Có giọng nói tuyệt diệu như tiếng chim Ca-lăng-tần-già                                                                                           | - Từ bỏ nói lời độc ác, tránh nói lời độc ác. - Nói lời không lỗi lầm, đẹp tai, dễ thương, thông cảm đến tâm, tao nhã, đẹp lòng nhiều người. | - Lời nói được chấp nhận bởi mọi người.                                                                                                 | - Lời nói được chấp nhận bởi mọi người.                                                                                                   | |
| 30. Có hai mắt màu xanh đậm | - Không ngó liếc, không ngó xiên, không ngó trộm. - Tâm chánh trực mở rộng, cao thượng. - Nhìn mọi người với tâm từ bi. | - Được mọi người ưa nhìn, hoan nghênh, tương kính.                                                                                      | - Được mọi người ưa nhìn, hoan nghênh, tương kính.                                                                                        | |
| 31. Có lông mi con bò cái | - Không ngó liếc, không ngó xiên, không ngó trộm. - Tâm chánh trực mở rộng, cao thượng. - Nhìn mọi người với tâm từ bi. | - Được mọi người ưa nhìn, hoan nghênh, tương kính.                                                                                      | - Được mọi người ưa nhìn, hoan nghênh, tương kính.                                                                                        | |
| 32. Có nhục kế trên đầu | - Lãnh đạo mọi người về các thiện pháp. - Tiên phong mọi người về thiện hành thuộc thân, khẩu, ý. - Phân phát bố thí, thủ hộ giới luật, tham dự các lễ Bố-tát. - Hiếu kính cha mẹ, lễ kính Sa-môn, cung kính bậc trưởng thượng trong gia đình và về các thiện pháp đặc biệt khác.                                        | - Được sự trung thành của mọi người. | - Được sự trung thành của mọi người. | |

Lưu ý:
- các số có đánh * chỉ mang tính gần đúng trong ngữ cảnh, vì trong nguyên văn không nói rõ ràng.
- các tướng tốt ở trên được chính Đức Phật gieo tạo nguyên nhân từ các đời trước, và những ảnh hưởng của các tướng trên được chính Đức Phật nhận thấy và thuyết giảng lại.[1]
- vì Đức Phật chỉ xác nhận với trường hợp đủ cả 32 tướng tốt (là sẽ đi 2 con đường duy nhất ở trên) nên ít hơn 32 tướng sẽ không đảm bảo tính duy nhất của 2 con đường trên (có thể nhiều hơn 2 con đường sẽ xảy ra).

Một số tướng tốt nói trên được đặc biệt chú ý trong tranh tượng – nhất là hào quang, một dấu hiệu rõ rệt của thánh nhân theo quan điểm Ấn Độ, không bao giờ thiếu trong các tượng Phật. Có lúc hào quang được vẽ như vòng lửa xuất phát từ đầu đến vai. Tướng lông xoáy giữa hai chân mày tượng trưng cho Trí huệ có khi được trình bày như một chấm vàng, hay được thay thế bằng ngọc quý. Tướng chóp nổi cao ở đỉnh đầu (肉 髻, uṣṇīṣa) được trình bày mỗi nơi mỗi khác, tại Ấn Độ và Trung Quốc hình bán cầu, tại Cam Bốt hình nón và tại Thái Lan hình nhọn đầu hay có dạng một ngọn lửa.

## Đoạn kinh Kim Cang về 32 tướng tốt
Trong chương thứ 13, kinh Kim Cang có một đề cập ngắn gọn liên quan tới 32 tướng như sau:
Tu-bồ-đề, ư ý vân hà? Khả dĩ tam thập nhị tướng kiến Như Lai phủ? 
Phất dã Thế Tôn! Bất khả dĩ tam thập nhị tướng đắc kiến Như Lai. Hà dĩ cố? Như Lai thuyết tam thập nhị tướng, tức thị phi tướng, thị danh tam thập nhị tướng.
Dịch nghĩa:
Tu Bồ Đề, ý ông thế nào? Có thể nào dựa vào 32 tướng mà thấy được Như Lai không?
Kính Thế tôn, không. Không thể dựa vào 32 tướng mà thấy được Như Lai. Tại vì sao? Như Lai nói 32 tướng, tức chẳng phải tướng, đó gọi là 32 tướng.
Đại ý cho thấy các hình tướng nhìn thấy, hay cảm xúc được, tâm tưởng được chỉ là hư vọng và vô thường không thể nào là chân lý (hay là thực chất của vạn vật). Thấy được cả tính không của các hình tướng này và không chấp vào các hình tướng thì thấy được thật tướng.